# ホワイトファイア/地獄の報酬
『ホワイトファイア/地獄の報酬』（原題：Vivre pour survivre、別題：Le diamant、英題：White Fire）は、1984年公開のフランス・アメリカ・イタリア・トルコ合作によるスリラー映画。
ジャン＝マリー・パラルディが監督を務め、ベリンダ・メインやロバート・ギンティ、フレッド・ウィリアムソン、ゴードン・ミッチェル、ジェス・ハーンらが出演した。
本作の主題歌は、ロックグループ「Limelight」が歌う『White Fire』。

## あらすじ
ダイヤモンド採掘会社で働く兄（ギンティ）と妹（メイン）は、伝説のダイヤモンド“ホワイト・ファイア”を偶然発見し、盗む計画を立てるが悪党たちがそれを奪おうと動き出す。

## キャスト
- ロバート・ギンティ
- フレッド・ウィリアムソン
- ベリンダ・メイン（英語版）
- ゴードン・ミッチェル（英語版）
- ジェス・ハーン（英語版）

## 評価

### 批評家の反応
2015年、本作はRed Letter Mediaの『Best of the Worst』におけるエピソードで、『ダイナソー・ファイター カンフーVS.巨大恐竜』や『胎児・呪われた悪夢』と一緒に紹介された。司会者は、本作に近親相姦的なニュアンスが頻繁に含まれていると見て、「フェティッシュ・ポルノをうまく偽装している」と批判した。